# Scopulophila parryi
Scopulophila parryi är en nejlikväxtart som först beskrevs av William Botting Hemsley, och fick sitt nu gällande namn av L M. Johnston. Scopulophila parryi ingår i släktet Scopulophila och familjen nejlikväxter. Inga underarter finns listade i Catalogue of Life.